# Joachim Müller (Historiker)
Hans-Joachim Müller (* 11. März 1938 in Bitterfeld; † 13. April 2025 in Berlin) war ein deutscher Historiker mit dem Schwerpunkt der wissenschaftlichen  Aufarbeitung der Verfolgung homosexueller Männer in der Zeit des Nationalsozialismus.

## Leben
Über Müllers Werdegang ist wenig bekannt. 1959 zog er nach West-Berlin, studierte in der Bundesrepublik und kehrte mit der „Lehrbefähigung für die mittlere Stufe“ nach West-Berlin zurück. Später gehörte er zum «Gesprächskreis Homosexualität» der evangelischen Kirche in Berlin-Brandenburg, in dem Verfolgung im Nationalsozialismus, nicht nur von Homosexuellen, ein wichtiges Thema war. Seit 1984 engagierte er sich für die Anerkennung von homosexuellen Männern als Opfer des Nationalsozialismus. In dieser Zeit begann er mit den Recherchen zur Geschichte homosexueller Männer im KZ-Außenlager Klinkerwerk. Seine langjährige Forschung zur Geschichte der bis dahin tabuisierten Opfergruppe der homosexuellen Männer im KZ Sachsenhausen machte er 1992 erstmals öffentlich. Er war Mitinitiator der ersten Gedenkveranstaltung für homosexuelle Häftlinge in der Gedenkstätte Sachsenhausen. Joachim Müller arbeitete im Schwulen Museum in Berlin und war von 1993 bis 2001 Mitglied im Internationalen Beirat der Stiftung Brandenburgische Gedenkstätten. Auf Anregung der Stiftung wurde er für seine Verdienste am 5. April 2013 mit dem Verdienstkreuz 1. Klasse der Bundesrepublik Deutschland ausgezeichnet.

## Ehrungen
- 2000: Magnus-Hirschfeld-Preis
- 2013: Verdienstkreuz 1. Klasse der Bundesrepublik Deutschland[6]

## Werke
- Homosexuelle Männer im KZ Sachsenhausen, mit Andreas Sternweiler,  herausgegeben vom Schwulen Museum, Verlag Rosa Winkel, Berlin 2000, ISBN 3-86149-097-8. Das Buch erschien zur Ausstellung „Verfolgung homosexueller Männer in Berlin 1933-1945“ des Schwulen Museums in Zusammenarbeit mit der Gedenkstätte Sachsenhausen. Zweite Auflage 2015.